# 劉文 (正統進士)
劉文（？—1477年），山西承宣布政使司大同府大同縣（今山西省大同市）人，明朝政治人物。同進士出身。

## 生平
正統元年（1436年），登進士，改庶吉士。正統十一年，授中書舍人。景泰年間，提督四夷館，后授吏部驗封司郎中。天順元年，改通政使司右通政。天順三年，擔任雲南臨安府同知。成化元年，任吏部驗封司郎中。成化五年，升任通政司右通政。